# Srebrenik
Srebrenik es un municipio y localidad de Bosnia y Herzegovina. Se encuentra en el cantón de Tuzla, dentro del territorio de la Federación de Bosnia y Herzegovina. La capital del municipio de Srebrenik es la localidad homónima.

## Localidades
El municipio de Srebrenik se encuentra subdividido en las siguientes localidades:
- Babunovići.
- Behrami.
- Brda.
- Brezik.
- Brnjičani.
- Cage.
- Cerik.
- Crveno Brdo.
- Čekanići.
- Ćehaje.
- Ćojlučko Polje.
- Ćojluk.
- Dedići.
- Donji Moranjci.
- Donji Podpeć.
- Donji Srebrenik.
- Duboki Potok.
- Falešići.
- Gornji Hrgovi.
- Gornji Moranjci.
- Gornji Podpeć.
- Gornji Srebrenik.
- Huremi.
- Jasenica.
- Ježinac.
- Kiseljak.
- Kuge.
- Like.
- Lipje.
- Lisovići.
- Luka.
- Ljenobud.
- Maoča.
- Podorašje.
- Previle.
- Rapatnica.
- Seona.
- Sladna.
- Srebrenik.
- Straža.
- Šahmeri.
- Špionica Centar.
- Špionica Donja.
- Špionica Gornja.
- Špionica Srednja.
- Tinja Donja.
- Tinja Gornja.
- Tutnjevac.
- Uroža.
- Zahirovići.

## Historia

### Prehistoria
Basándose en una investigación arqueológica no sistemática, se han encontrado lo que parecen ser restos de un pueblo neolítico cerca de Hrgovi Gornji. Se requiere más investigación antes de sacar conclusiones.

### Época medieval
El registro histórico más antiguo que documenta a Srebrenik es el edicto de Esteban II a Ragusa firmado el 15 de febrero de 1333. Según documentos de la misma época, Srebrenik estaba bajo la administración de Usora. La fortaleza de Srebrenik, una fortaleza medieval que data al menos de 1333, está situada en la montaña Majevica y constituye un importante bastión estratégico en la zona.
En septiembre de 1363, el rey Luis I de Hungría envió un ejército a Bosnia, dirigido por su palatino Nicolás Kont. Este ejército sufrió pérdidas sustanciales de soldados y materiales húngaros en Srebrenik. Entre los materiales perdidos se encontraba el sello real, que fue sustituido posteriormente.
Luego de la muerte de Luis I, se produjeron muchas conquistas húngaras. Una estaba dirigida por Segismundo de Luxemburgo, cuyo ejército sitió y conquistó Srebrenik, resistiendo durante los siguientes cuatro años. Luego fue concedido al déspota serbio Stefan Lazarević, aunque el ejército húngaro mantuvo su guarnición durante un tiempo después de la concesión.
Srebrenik volvió a caer bajo control bosnio después de que fuera conquistada por el gran duque Hrvoje Vukčić Hrvatinić. Se desconoce exactamente cuándo la ciudad fue recuperada por los húngaros y durante cuánto tiempo Hrvoje Vukčić la mantuvo.

Los primeros relatos de invasores otomanos cerca de Srebrenik se han encontrado en cartas ragusanas dirigidas a Segismundo en agosto de 1426, que detallan las actividades otomanas de la siguiente forma:
Casi todo el verano estuvo en Bosnia un ejército compuesto por unos cuatro mil turcos; Ni el señor rey de Bosnia ni sus barones se atrevieron a hacer nada al respecto. El duque Sandalj y el duque Radoslav Pavlović lograron la paz entre ellos. Los turcos atacaron partes de Croacia y capturaron a muchos croatas y valacos que vivían allí. Asaltaron dos veces partes de Usora y Srebrenik; también estuvieron presentes en territorios del duque Zlatonosović; Estos turcos han regresado a sus tierras y pocos quedaron en Bosnia. El glorioso señor déspota, con su sobrino Đurađ, según se cuenta, hizo las paces con los venecianos en Zeta; una parte de la tierra quedó en posesión del señor déspota y su sobrino y la otra en posesión de los venecianos.
Para 1462 toda Usora estaba bajo control otomano, incluyendo Srebrenik. Debido a fallos logísticos y a una epidemia, el ejército otomano tuvo que retirarse y Matthias Corvinus logró recuperar Srebrenik. Para mejorar aún más la defensa contra futuros ataques otomanos, Matías creó el banate de Srebrenik en 1464 y se lo concedió a Nicolás de Ilok, quien más tarde se convirtió en el rey titular de Bosnia.
Existen dos relatos relacionados con la conquista otomana de Srebrenik. Según algunos, Srebrenik fue tomada en 1512 junto con Teočak. La otra versión dice que Srebrenik fue tomada junto con Sokol y Tešanj en 1521 por el sanjak-bey bosnio Feriz Beg.

## Demografía
En el año 2009 la población del municipio de Srebrenik era de 41 508 habitantes. La superficie del municipio es de 248 kilómetros cuadrados, por lo que la densidad de población era de 167 habitantes por kilómetro cuadrado.